# Мартынов, Дмитрий Николаевич
Дми́трий Никола́евич Марты́нов (1850 — после 1917) — русский государственный деятель, Екатеринославский и Варшавский губернатор, сенатор.

## Биография
Родился 21 сентября (3 октября) 1850 года в семье, убившего на дуэли М. Ю. Лермонтова, Н. С. Мартынова.
Окончил юридический факультет Московского университета со степенью кандидата прав. В 1870 году, на правах вольноопределяющегося, поступил на службу в лейб-гвардии Преображенский полк. Прослужил в полку 17 лет. В 1876 году окончил Военно-юридическую академию по 1-му разряду.
Участвовал в Русско-турецкой войне 1877—1878 годов, был награждён орденами Святой Анны 3-й степени с мечами и бантом и Святого Станислава 2-й степени с мечами, а также чином капитана. Затем в чине капитана командовал ротою Его Величества. В 1888 году вышел в отставку с чином полковника и поступил на службу по Министерству внутренних дел с назначением Могилевским вице-губернатором.
Чины: действительный статский советник (1893), камергер (1899), гофмейстер (1903).
Занимал должности Могилёвского (1893), Екатеринославского (1893—1897) и Варшавского (1897—1907) губернатора. Будучи Варшавским губернатором, способствовал распространению православных храмов в крае, особенно в тех местах, где ранее были только католические костелы. В своей деятельности руководствовался сознанием необходимости упрочить государственное единение края с империей и обеспечить за государственным языком подобающее положение. Последние годы службы в губернии были крайне непростыми: в крае происходили забастовки и волнения, шла мобилизация войск во время русско-японской войны.
С 1 января 1907 года — сенатор, присутствующий во 2-м департаменте Сената.
Судьба после революции неизвестна.

## Награды
- Орден Святой Анны 3-й ст. с мечами и бантом (1877);
- Орден Святого Станислава 2-й ст. с мечами (1878);
- Орден Святого Станислава 1-й ст. (1898);
- Орден Святой Анны 1-й ст. (1902);
- Высочайшая благодарность (1904);
- Орден Святого Владимира 2-й ст. (1906);
- Орден Белого Орла (1911).
- медаль «В память Русско-Турецкой войны 1877—1878 гг.»
- медаль «В память коронации императора Александра III»
- медаль «В память царствования императора Александра III»
- медаль «В память коронации Императора Николая II»
- медаль «За труды по первой всеобщей переписи населения» (1897)
- медаль «В память 300-летия царствования дома Романовых» (1913)
- подарок из Кабинета Его Величества за составленіе «Истории Л.—Гв. Преображенского полка».

Иностранные:
- гессенский Орден Филиппа Великодушного, кавалерский крест 1-го класса;
- румынский Железный крест (1884).